# Nationale Arbeidsraad
De Nationale Arbeidsraad (NAR) is een publiekrechtelijke instelling in België die collectieve arbeidsovereenkomsten sluit en aan de federale ministers en de Kamer van volksvertegenwoordigers advies geeft over sociale vraagstukken. De Nationale Arbeidsraad vormt samen met de Centrale Raad voor het Bedrijfsleven de overkoepelende organisatie van de Belgische sociale partners.

## Missie
De NAR is een belangrijk overkoepelend orgaan voor de organisatie van arbeidsverhoudingen in België. In deze raad zetelen de vertegenwoordigers van de representatieve en belangrijkste werkgevers- en werknemersorganisaties. De belangrijkste bevoegdheden van de NAR zijn adviesverlening van sociale aard en het sluiten van collectieve arbeidsovereenkomsten. Momenteel zijn meer dan 100 dergelijke cao's afgesloten, onder meer over:
- camerabewaking op de arbeidsplaats
- collectief ontslag
- deeltijdse arbeid
- gebruik van e-mail en internet op de werkvloer
- minimumloon
- nachtarbeid
- overgang van ondernemingen
- tijdskrediet
- vakbondsafvaardiging

Binnen de Nationale Arbeidsraad kunnen deze collectieve arbeidsovereenkomsten dus worden afgesloten. Deze cao's kunnen bij Koninklijk Besluit algemeen bindend worden verklaard.

## Structuur
De NAR is opgebouwd uit drie niveaus, met name een plenaire raad, een dagelijks bestuur en commissies.

### Plenaire raad
De plenaire raad van de NAR komt minimaal eenmaal per kwartaal samen, maar in de praktijk is dit maandelijks. Tijdens deze zittingen wordt er onderhandeld over het sluiten van cao's. Voorwaarde is dat steeds minimaal 50% van de leden aanwezig zijn die tezamen minstens 90% vertegenwoordigen en van zowel de leden van de werkgevers- als werknemersorganisaties.

### Dagelijks bestuur
Het dagelijks bestuur van de NAR bestaat uit de voorzitter, de secretaris, vier ondervoorzitters en vier leden die gekozen zijn op paritaire basis. Zij stellen de agenda op van de plenaire raad, bereiden de vragen/problemen voor en bepalen de onderzoeksprocedure, staan in voor de uitvoering van de beslissingen genomen door de raad en stellen de begroting op. Het dagelijks bestuur komt eenmaal per maand samen.

### Commissies
De opdrachten van de commissies worden bepaald door het dagelijkse bestuur. Zij bereiden de onderwerpen voor de plenaire raad voor.
- Commissie ondernemingsraden (C.10)
- Commissie Individuele Arbeidsverhoudingen (C.38)
- Commissie Collectieve Arbeidsverhoudingen (C.44)
- Commissie Sociale Zekerheid (C.51)
- Commissie Internationale Arbeidsorganisatie (C.76)

Gezien de soms deels overlappende bevoegdheden met de Centrale Raad voor het Bedrijfsleven worden er voor de voorbereiding van gemeenschappelijke onderwerpen gemengde commissies opgericht met daarin zowel leden van beide raden.